# 塔季扬娜·塔拉索娃

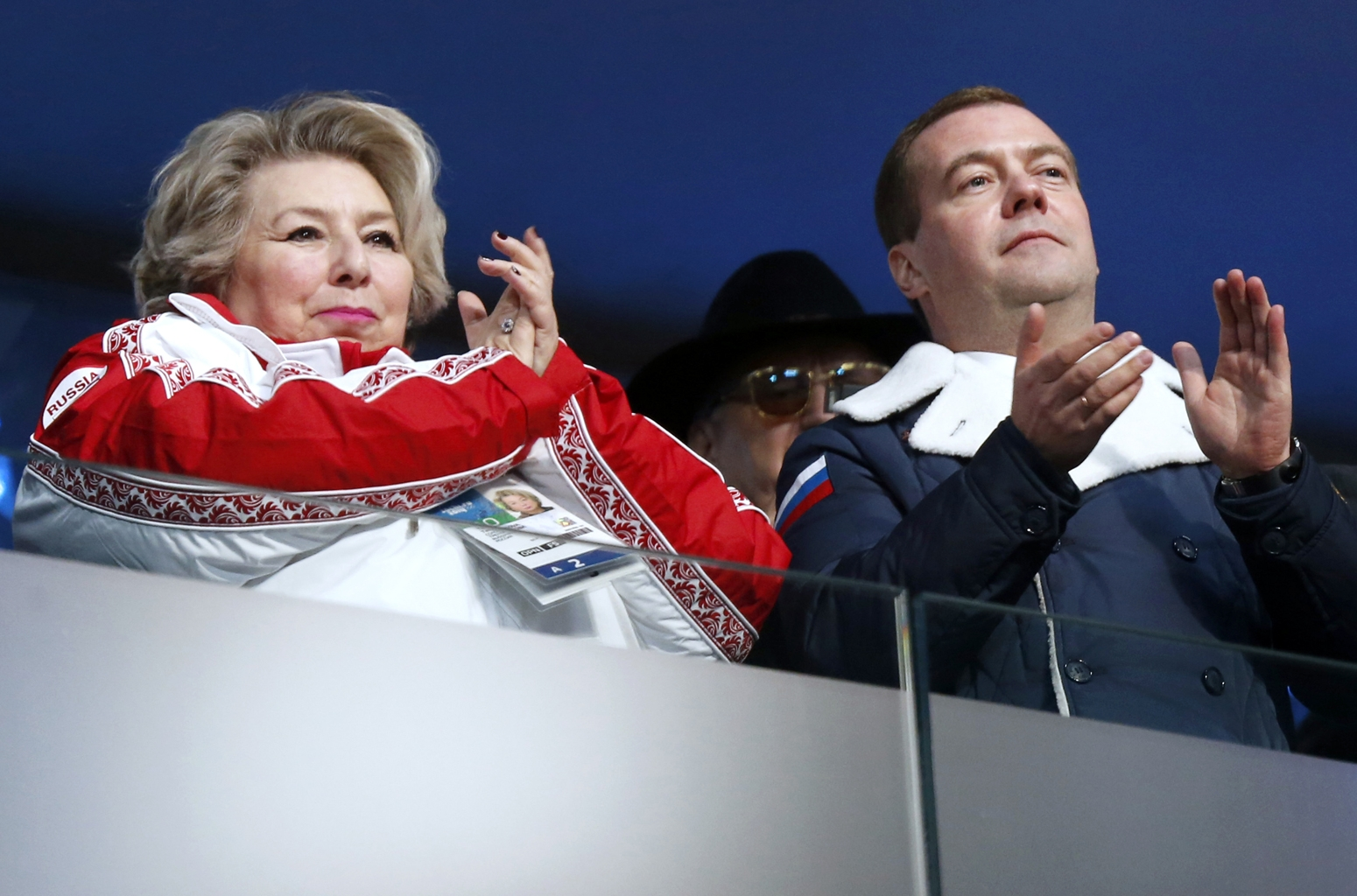
塔季扬娜·塔拉索娃（圖左），攝於2019年

塔季扬娜·塔拉索娃 （俄语：Татья́на Анато́льевна Тара́сова；1947年2月13日—），前蘇聯花式滑冰運動員，俄羅斯花式滑冰編舞、教練及國家花式滑冰代表團顧問。在滑冰史上，塔拉索娃教出的冬季奧運會及世界錦標賽冠軍，遠多過其他教練。她的學生跨越四種奧運項目，並曾囊括七面奧運金牌，四十一面歐洲錦標賽與世界錦標賽金牌。

## 選手生涯
塔拉索娃早年與Aleksandr Tikhomirov及Georgi Proskurin搭檔雙人滑，並與後者奪下兩面蘇聯錦標賽獎牌。他們參加了1965年世錦賽，並在1966年歐洲錦標賽得到第四名。十八歲時，塔拉索娃因傷終結了選手生涯。

## 編舞與教練生涯
因為父親的要求，塔拉索娃在十九歲時就當上了教練，她的學生包括 阿列克謝·亞古丁、伊利亞·庫里克、纳塔莉娅·别斯捷米雅諾娃與安德烈布金、奥克萨娜·格里丘克與叶甫根尼·普拉托夫、葉卡捷琳娜·戈蒂耶娃與謝爾蓋·格林科夫、玛丽娜·克利莫娃與谢尔盖·波诺马连科、 伊琳娜·羅德宁娜與亞歷山大·扎伊采夫、淺田真央等。編舞家Jeanetta Folle協助塔拉索娃工作。

## 榮譽獎項
1984年塔拉索娃獲頒前蘇聯人民之友勳章。 2008年3月，她入選花式滑冰世界名人堂。

## 外部連結
- Tatiana Tarasova's official site （页面存档备份，存于）（俄文）
- Vladimir Karinev's official site （页面存档备份，存于）（俄文）（英文）（德文）（法文）